# Are You Feelin' Me?
Are You Feelin' Me? är en sång med den amerikanska R&B-sångerskan Aaliyah, skriven av Missy Elliott och Timbaland som soundtrack till filmen Romeo Must Die (2000). Sången användes också som B-sida till Aaliyahs singelrelease; "We Need a Resolution",  samt till Aaliyahs postumt utgivna andra samlingsalbum, Ultimate Aaliyah (2005). Sången gavs då ut som dess första och enda singel för att marknadsföra skivan. 

## Låt-information
På "Are You Feelin' Me?" frågar sångerskan sin älskare om han är intresserad av henne för hon är det i honom. Aaliyah sjunger de första och andra verserna samt melodin medan Timbaland rappar de tredje och sista verserna. Sången anses vara mycket populär hos sångerskans fans men då låten aldrig hade en officiell singelrelease hade den minimal till medial framgång på musiklistor.

## List-presterande
"Are You Feelin' Me?" misslyckades att få någon större mängd radiospelningar i England. Låten nekades inträde på Englands singellista som vid tidpunkten endast baserades på försäljning av fysiska fonogram, och denna ansågs vara för liten. 
Dess misslyckande var resultatet av obefintlig marknadsföring då den skyndades till cd-singel release för att kunna ges ut samtidigt som Ultimate Aaliyah- som också aldrig marknadsfördes ordentligt. En annan anledning till singelns bristande framgång var att den gavs ut som soundtrack till Romeo Must Die 5 år tidigare, så den hade aldrig något nytt att erbjuda lyssnare. 

## Format och innehållsförteckningar
- CD-singel

1. "Are You Feelin' Me?"
2. "I Don't Wanna"
3. "More than a Woman" (Bump 'N' Flex Remix)
4. "Try Again" (2004 Krunchie Remix)